# Neumarkter Lammsbräu

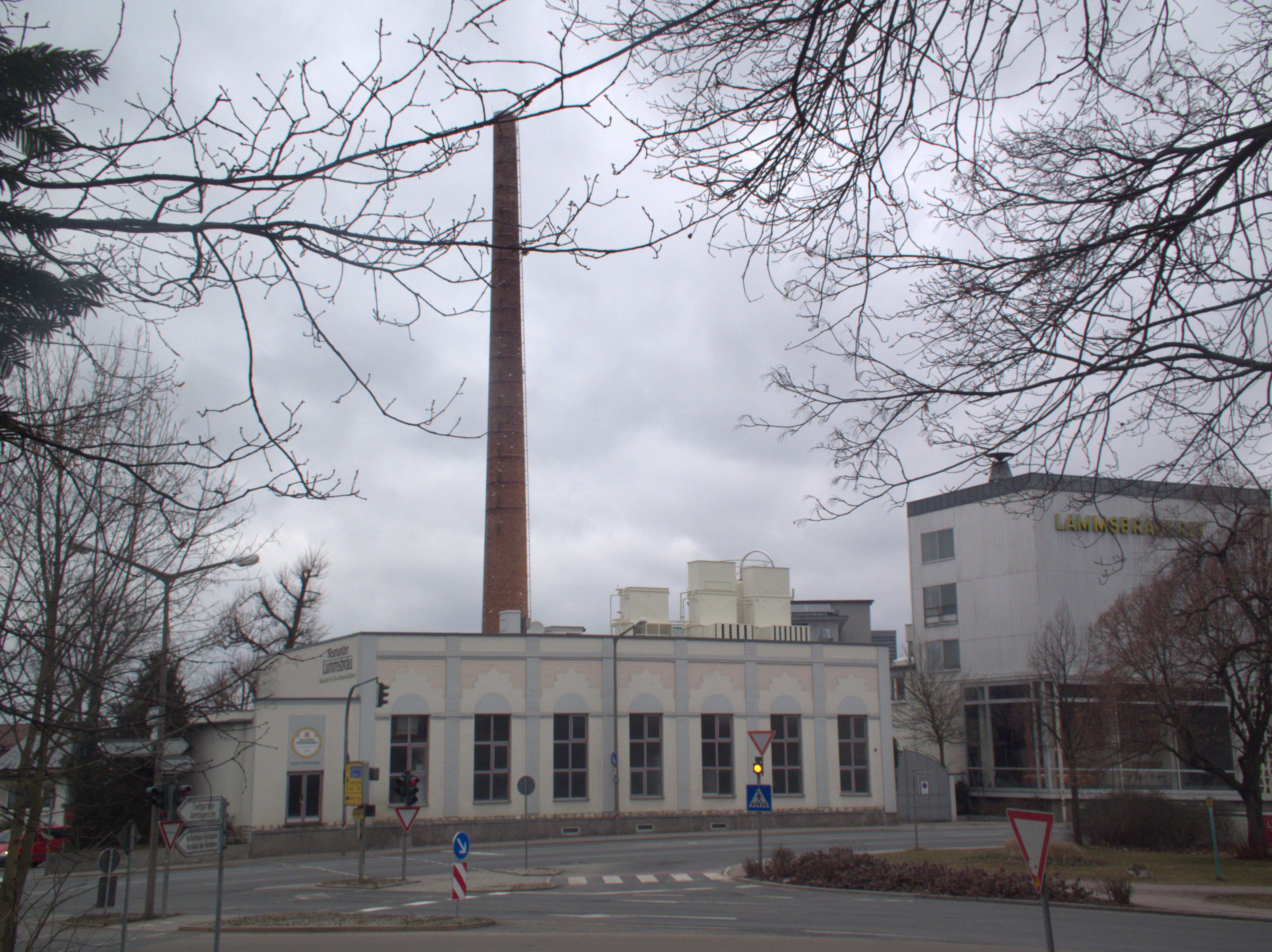
Betriebsstätte (Teilansicht: Altbau)

Die Neumarkter Lammsbräu Gebr. Ehrnsperger KG ist eine deutsche Brauerei und Mälzerei in Neumarkt in der Oberpfalz (Bayern).
Das Unternehmen stellt Getränke mit Rohstoffen aus ökologischem Anbau her.

## Geschichte
Der 1628 gegründete Betrieb befindet sich seit 1800 im Besitz der Familie Ehrnsperger und stellt seit 1986 Biere mit Rohstoffen aus ökologischem Landbau her, später kamen auch andere Getränke hinzu. 1992 wurde sie als erste Brauerei in Europa nach der EG-Bio-Verordnung zertifiziert. Seit 1995 ist das gesamte Sortiment auf Bio-zertifizierte Produkte umgestellt. 2010 regte das Unternehmen mit der Qualitätsgemeinschaft Biomineralwasser e. V. an, dass es auch für Mineralwasser Bio-Kriterien geben sollte. Die Qualitätsgemeinschaft wurde von der Familie Ehrnsperger gegründet und vergibt gegen Lizenzgebühren das Qualitätssiegel „Bio-Mineralwasser“. Mitglieder des Vereins sind unter anderem die Bio-Anbauverbände Bioland, Demeter und Naturland.

## Geschäftsdaten
Im August 2008 wurde Susanne Horn in die Geschäftsführung des Familienunternehmens berufen, sie trat die Nachfolge von Franz Ehrnsperger (Inhaber) an. 2018 hat Johannes Ehrnsperger die Geschäftsführung übernommen.
2016 erzielte das Unternehmen mit 119 Mitarbeitern einen Umsatz von rund 23 Mio. Euro. Der Gesamtabsatz lag bei über 200.000 hl.; 86.000 hl davon entfielen auf Bier.
2018 steigerte sich der Gesamtabsatz auf 239.687 hl.; 100.288 hl. davon entfielen auf Bier. Nach weiteren fünf Jahren im Geschäftsjahr 2023 blieb der Gesamtabsatz nahezu konstant bei 239.912 hl. Die Umsatzerlöse beliefen sich 2023 auf 31,6 Mio. Euro.

### Mitgliedschaften
Das Unternehmen ist Mitglied im Bundesverband Naturkost Naturwaren Herstellung und Handel e. V., in der Assoziation ökologischer Lebensmittelhersteller, Partner der Bio-Verbände Naturland und Bioland sowie Mitglied der Freien Brauer.

## Unternehmensphilosophie

### Nachhaltigkeitsmanagement
Das Unternehmen betreibt ein Nachhaltigkeitsmanagement (EMAS, ISO 14001, EFQM). Alle Entwicklungen werden seit 1992 in jährlichen Nachhaltigkeitsberichten dokumentiert. Für dieses Engagement ist die Brauerei bereits mehrfach ausgezeichnet worden.

### Nachhaltigkeitspreis
Um eine nachhaltige Gesellschaftsentwicklung zu fördern, verleiht das Unternehmen seit 2002 jährlich einen Nachhaltigkeitspreis in fünf Kategorien: Privatpersonen, Non-Profit-Organisationen, Medienschaffende, Unternehmen sowie Mitarbeiter. Die Preisträger müssen ökologische und soziale Verbesserungen erreicht haben und eine nachhaltige Wirtschaftskultur fördern. Das Preisgeld beträgt 10.000 Euro.

### Aktion Bier ohne Gentechnik
Im September 2006 hat das Unternehmen mit der Brauerei S. Riegele und der Stralsunder Brauerei ein Manifest zur dauerhaften Sicherung des deutschen Reinheitsgebots veröffentlicht, mit dem Agro-Gentechnik im Bier ausgeschlossen werden soll. Dem Manifest haben sich 420 Brauereien angeschlossen.

### Ökologisches Reinheitsgebot
Das sich durch das Unternehmen selbst auferlegte „ökologische Reinheitsgebot“ soll das Reinheitsgebot und die Bio-Kriterien mit zusätzlichen Regularien für die Herstellung von Bier erweitern; ausgeschlossen werden Pestizide, gentechnisch veränderte Pflanzen, chemisch-synthetische Dünger und künstliche Hilfsstoffe.

## Auszeichnung
Für sein ökologisches Herstellungsverfahren und Umweltmanagement wurde der Inhaber Franz Ehrnsperger 2001 mit dem Deutschen Umweltpreis ausgezeichnet.

## Produkte (Auswahl)
- Urstoff (bio)
- Dinkel (bio)
- Neumarkter Lammsbräu Gourmetbier-Editionen[15]

Zudem braut Lammsbräu jedes Jahr ein Sommer- und ein Winterfestbier, mit denen auch einige regionale Volksfeste (z. B. in Neumarkt und Parsberg) beliefert werden.
Die Erfrischungsgetränkemarke von Lammsbräu heißt Now. Darunter werden sowohl Limonaden mit Cola- als auch Fruchtgeschmack produziert.

### Produktion
- Rohstoffe haben Bio-Qualität und stammen überwiegend aus der Region. Das Unternehmen kooperiert mit rund 100 Landwirten, die 2012 gemeinsam eine 4.650 Hektar große Fläche bewirtschafteten.
- Der Hopfen stammt aus dem Spalter und Hersbrucker Land. Im Gegensatz zu heute üblicherem Hopfenpulver oder Hopfenextrakt wird er in ganzen Dolden verarbeitet. So sollen keine Inhaltsstoffe verloren gehen.
- Die Gesellschaft stellt ihr eigenes Malz her, wodurch den Braumeistern mehr Einfluss auf Geschmacksnuancen und Färbungen gegeben wird.

### Vertrieb
Die Produkte sind im Naturkosthandel, in Getränkefachmärkten sowie in der Gastronomie erhältlich. Die Bio-Biere und Bio-Erfrischungsgetränke sind deutschlandweit und in einzelnen europäischen Ländern erhältlich.

## Kritik
Um esoterische Bedenken bestimmter Kunden zu mildern, wurden Strichcodes der Ware mit einer zusätzlichen horizontalen Linie versehen. Die Linie wurde im Oktober 2018 durch den Umriss eines Lamms ersetzt.